# 寺尾佑理
寺尾 佑理（てらお ゆり、1977年12月5日 - ）は、日本の元AV女優。東京都出身。

## 略歴
1995年11月、秋野結衣（あきの ゆい）名義で『天使の恥じらい』でAVデビュー。
1996年8月、寺尾佑理（1作目のみ、寺尾佑里）に改名して再デビュー。
2001年頃から、熟女系のAV女優として活動。
2002年頃に引退。

## 作品

### アダルトビデオ
秋野結衣　名義
- 天使の恥じらい　（1995年11月21日、アテナ映像）　※デビュー作
- 秋野結衣の出張サービス　（1995年12月、アテナ映像）
- 監禁チカンドール　（1996年1月21日、アテナ映像）
- ソンナミラーズ 2　（1996年2月14日、KUKI）…共演:北原梨奈、森口海砂

寺尾佑理　名義
1996年
- エロマンチックな夜だから　（8月27日、アトラス21）　※「寺尾佑里」名義
- 新・妹の下着 6　（9月25日、KUKI）
- ナースにおまかせ!!　（10月26日、KUKI）
- NEO出血大制服 27　（11月15日、アトラス21）
- 素直になりたくて　（12月27日、KUKI）
- 淫虫の森 〜狂性ワイセツ〜　（?、1996年、マックス・エー）

1997年
- ホールどアップ　（1月18日、アトラス21）
- 私ヤられちゃいました　（2月15日、アトラス21）
- あま〜い生活 佑理のお部屋へおいでよ　（2月25日、サンティアラ）
- 閨の刻印 第一章 肉縄に溺れて　（4月24日、サンセットカラー）
- コスプレ淫乱ドール　（7月10日、アトラス21）

2001年
- 早熟痴女 7　（1月30日、グローリークエスト）
- 寺尾佑理の這いずる舌　（3月15日、アイルビークリエイト）
- 人妻牝奴隷　（3月23日、シネマジック）
- Wild Thing!　（4月25日、桃太郎映像出版）
- ワンダードリーム 4　（5月1日、アイデアポケット）
- 淫欲多重人格　（6月1日、アタッカーズ）
- 凌辱のライセンス 2　（8月1日、アタッカーズ）

2002年
- フロム*ハート 3　（1月26日、桃太郎映像出版）
- Virtual Lover　（10月1日、MOODYZ）
- 寺尾佑理のデリファック　（12月1日、MOODYZ）

2003年
- LINGERIE LOVE　（3月20日、ジャネス）…オムニバス作品　他出演:宮下希帆

発売日不明
- Private Date 〜寺尾佑理と一泊二日〜　（アクアウェイブ）
- 痴女ってア・ゲ・ル
- オバンゴージャス 32 寺尾佑理の愛欲遊戯
- 寺尾佑理のおもてなし
- 誘惑ミセス 35　（U&K）
- 女スパイレイプ 陵辱のライセンス 2　（アタッカーズ）
- 大和撫子
- Prelude　（隼エージェンシー）
- 飼育 〜寺尾佑理調教篇〜　（サイレントボイス）
- 寺尾佑理 in イケてるお姉さん　（PHOTO PLAY）
- レッグフェティッシュファンタジー Vol.3　（ペニーレイン）
- Heart Beat 面接志願 レースクイーン編　（マジカルバナナ）
- Sanctuary 聖域　（グローリークエスト）
- 子宮姦通 8　（アイルビークリエイト）
- Sexy　（ジャネス）
- スーパーバーチャオナ 3
- コスプレ緊縛の夜

　他

### オリジナルビデオ
- OLの性 4 〜復活〜　（1997年2月21日、ビームエンタテインメント）
- モザイク崩し　（1997年2月22日、ティーエムシー）

## テレビ番組
- ギルガメッシュないと　（テレビ東京）
- パンドラ御殿　（テレビ埼玉）

## 書籍

### 写真集
- SPLASH HIP　（2001年8月、エム・ウェーブ） - 撮影:野川イサム